# Genuabukten

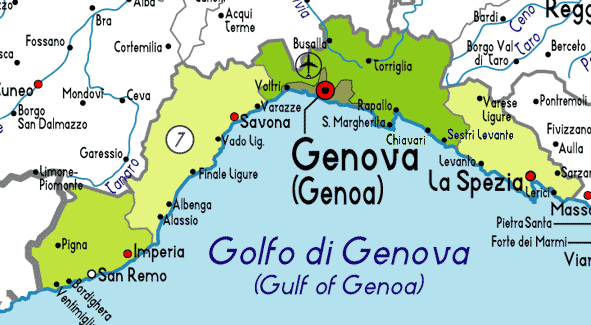
Genuabukten.

Genuabukten (italienska: Golfo di Genova) kallas den norra delen av Liguriska havet. Bukten mäter cirka 125 km över sin sträckning mellan staden Imperia i väst och La Spezia i sydost. Bukten är uppkallad efter den största staden, Genua.